# Nisula
Nisula est le quartier numéro 11 de Jyväskylä en Finlande.

## Lieux et monuments

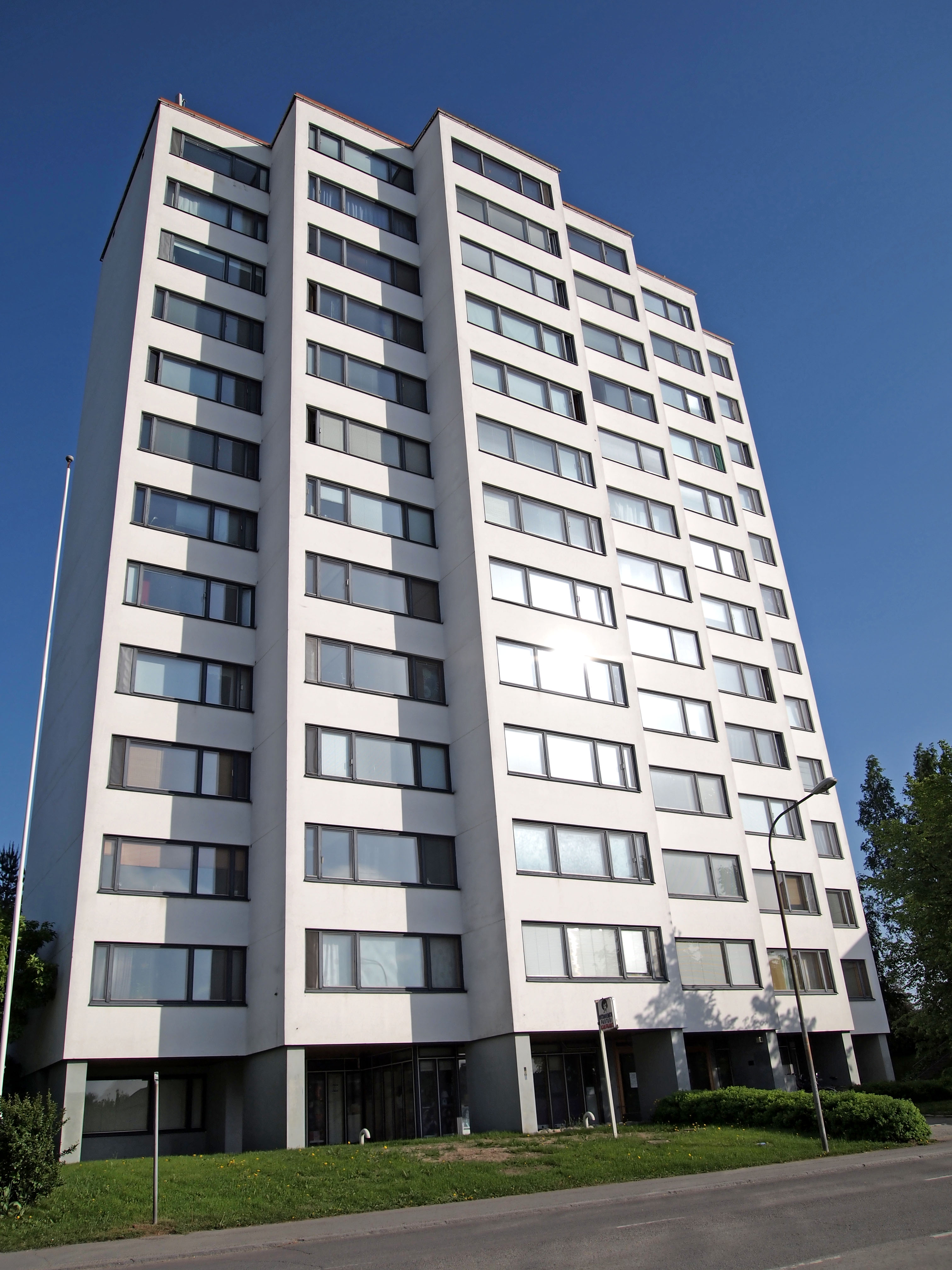
La Viitatorni
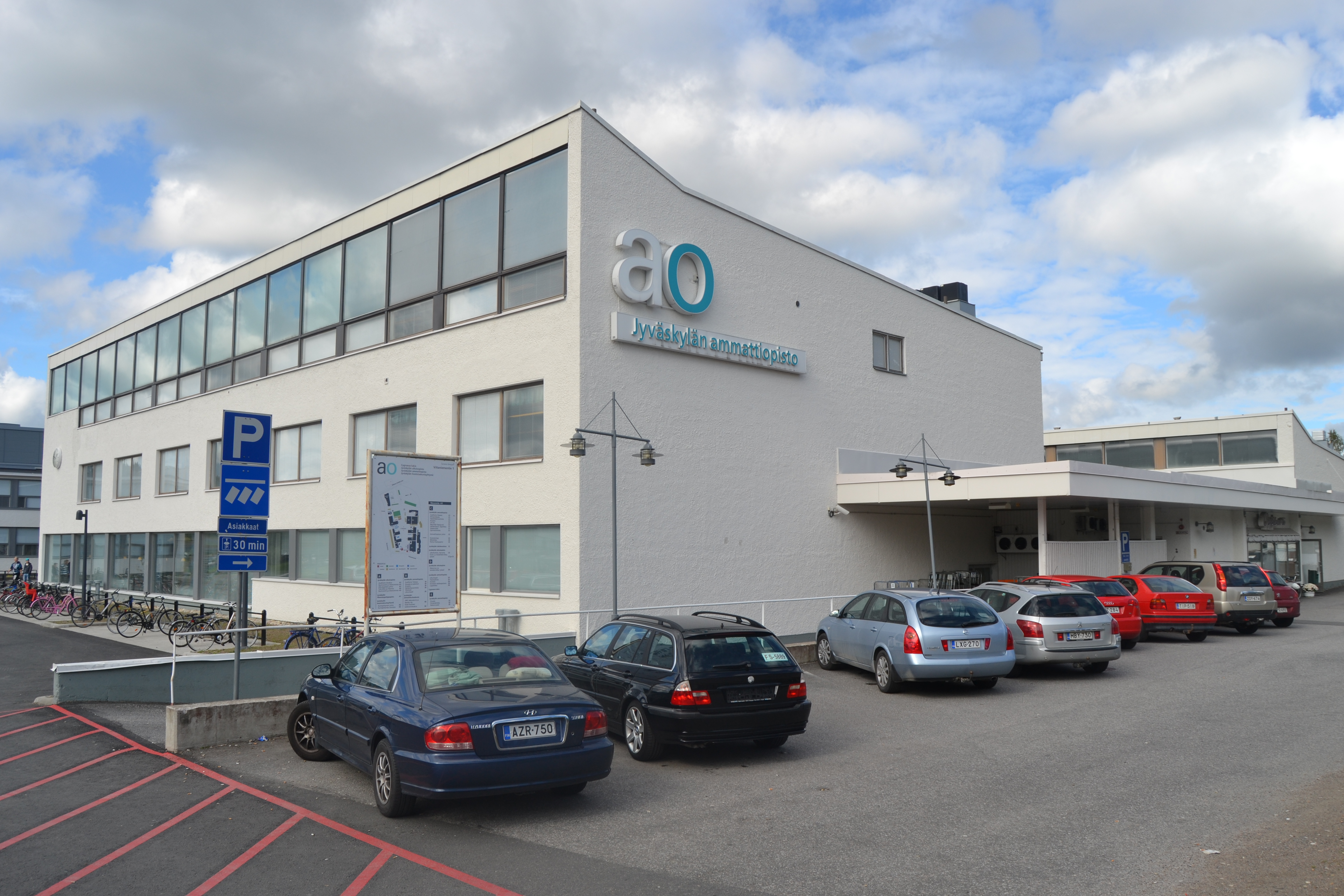
Bâtiment de l'Institut des métiers
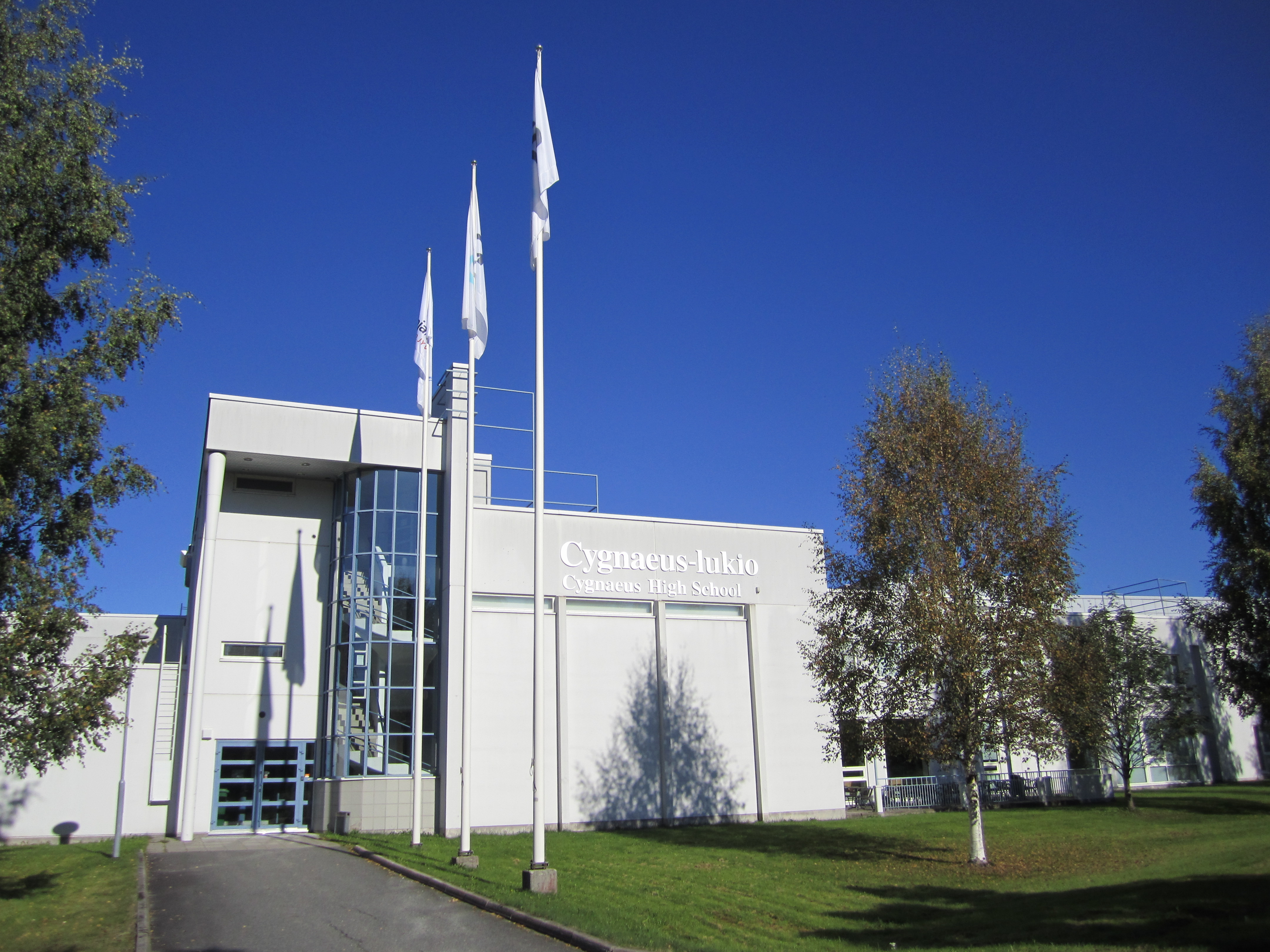
Le lycée Cygnaeus

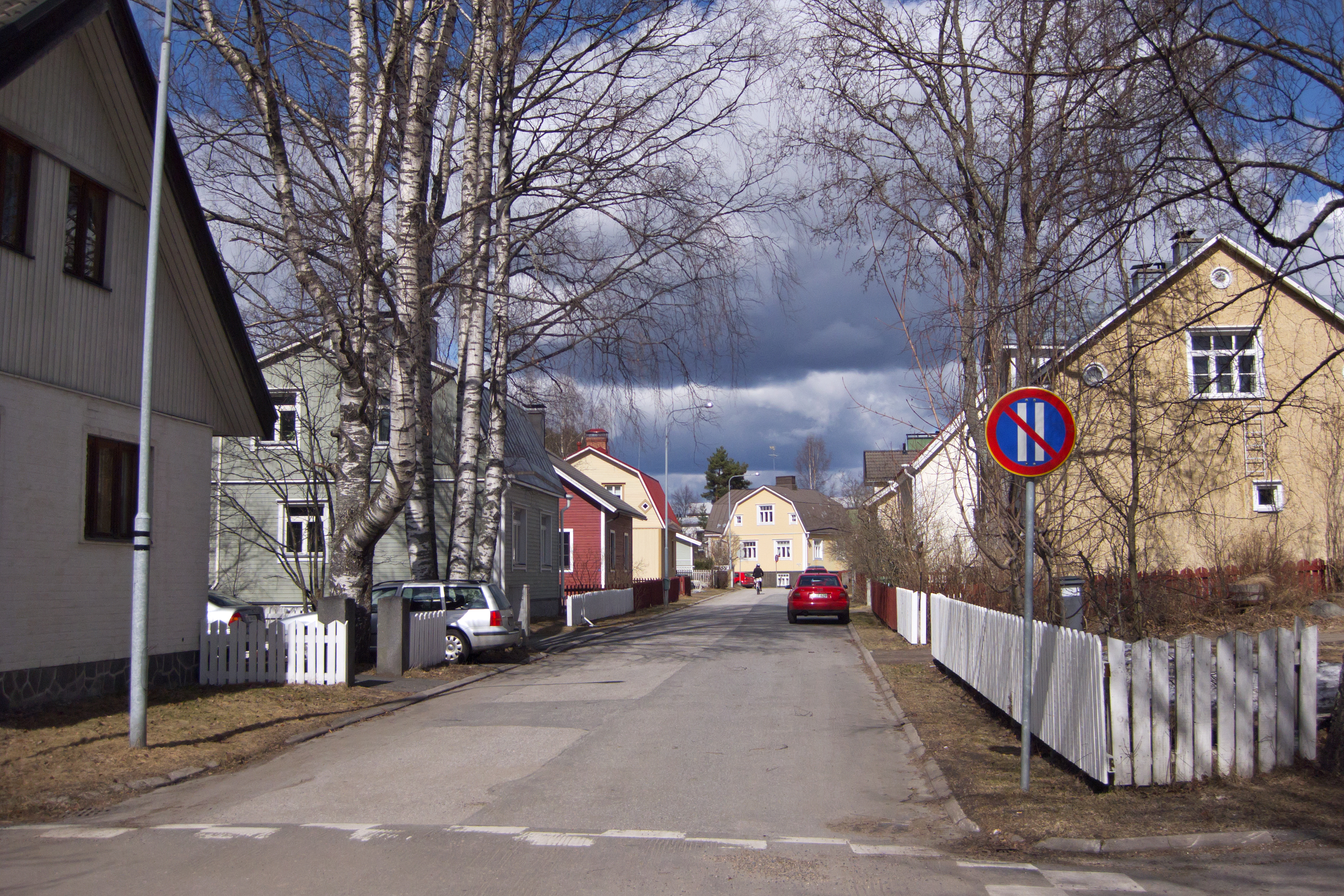
Habitations de Nisula
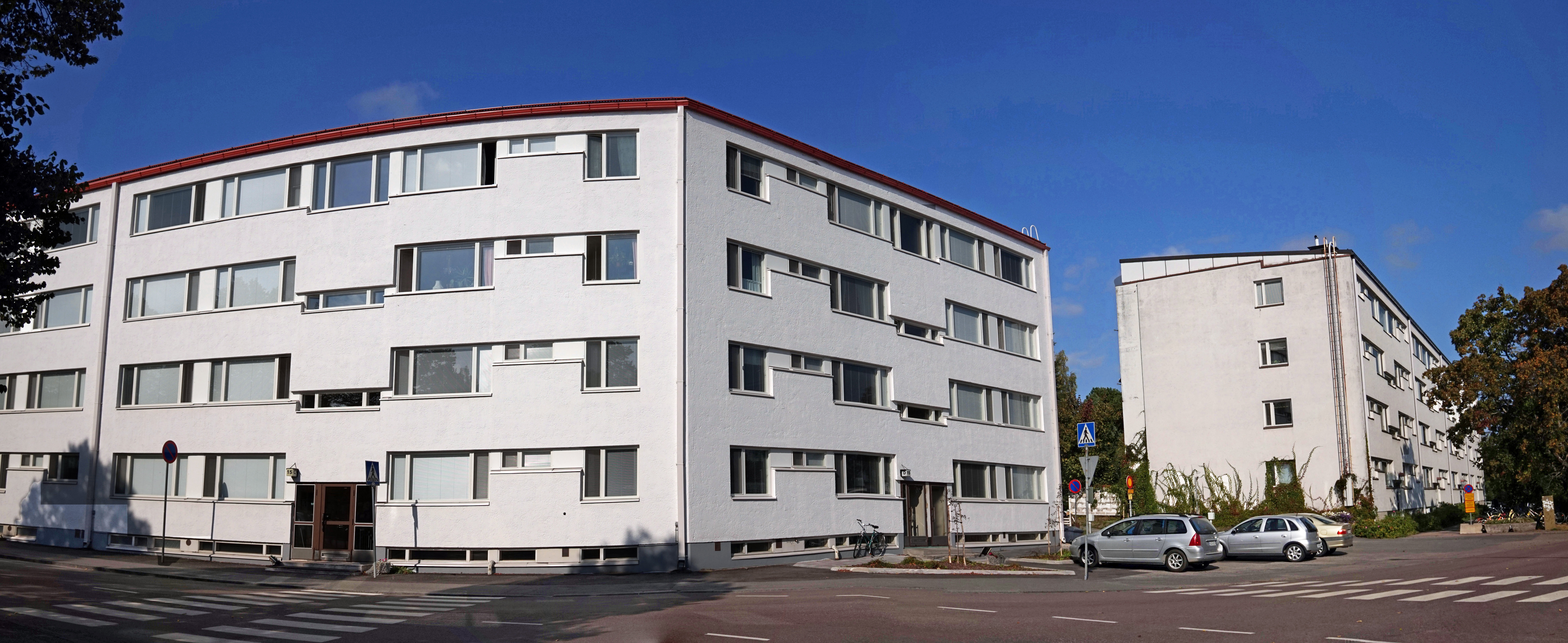
Habitations de Viitaniemi